# Charles Sobhraj
Charles Gurhmuk Sobhraj (ur. 6 kwietnia 1944 w Sajgonie) – francuski seryjny morderca, który w latach 70. XX wieku na terenie Azji Południowo-Wschodniej dopuścił się serii morderstw zachodnich turystów. Zwany przez swoją podstępność Serpent (pol. Wąż) i Bikini killer.

## Życiorys
Urodził się w Sajgonie. Jego ojciec, Hatchand Sobhraj, był indyjskim biznesmenem, a matka, Tran Loang Phun, wietnamską sprzedawczynią. Po rozstaniu rodziców Sobhraj został adoptowany przez nowego partnera matki, Alphonse'a Darro, który był porucznikiem armii francuskiej stacjonującej w Indochinach. Wraz z rodziną Sobhraj często podróżował między Indochinami a Francją.
Już jako nastolatek zaczął popełniać pierwsze przestępstwa. W 1963 roku otrzymał swój pierwszy wyrok więzienia za kradzież i został osadzony w więzieniu Poissy pod Paryżem. Kilka lat po wyjściu z zakładu karnego poznał Chantal Compagnon, z którą zawarł związek małżeński. Następnie opuścili Francję i podróżowali po Europie Wschodniej z fałszywymi dokumentami, okradając napotkanych po drodze turystów. Ich celem było uniknięcie aresztowania przez władze francuskie. 
W 1970 przybyli do Bombaju, gdzie Chantal urodziła córkę, Ushę. Sobhraj trudnił się przemytem i paserstwem. W 1973 roku został aresztowany i osadzony w więzieniu po nieudanej próbie napadu z bronią w ręku na sklep jubilerski w hotelu Ashoka w New Delhi. Udało mu się jednak zbiec z więzienia, symulując atak zapalenia wyrostka robaczkowego. Wyjechał następnie wraz z Chantal do Kabulu, gdzie został aresztowany za okradnie turystów. Ponownie udało mu się zbiec z więzienia, po czym przeniósł się do Iranu. Chantal Compagnon rozstała się wówczas z Sobhrajem i powróciła do Francji, gdzie w 1975 roku ponownie wyszła za mąż. Córka Usha mieszka w Los Angeles i jest funkcjonariuszką tamtejszego departamentu antyterrorystycznego policji.
Sobhraj dwa kolejne lata spędził na ucieczce. Posługując się 10 skradzionymi paszportami odwiedził kilka krajów Europy Wschodniej i Środkowego Wschodu, następnie zamieszkał ze swoim młodszym bratem André w Stambule. Po serii wspólnych przestępstw na terenie Turcji i Grecji obaj zostali aresztowani w Atenach. Sobhrajowi udało się uciec, a jego przyrodni brat André został skazany na 18 lat więzienia.

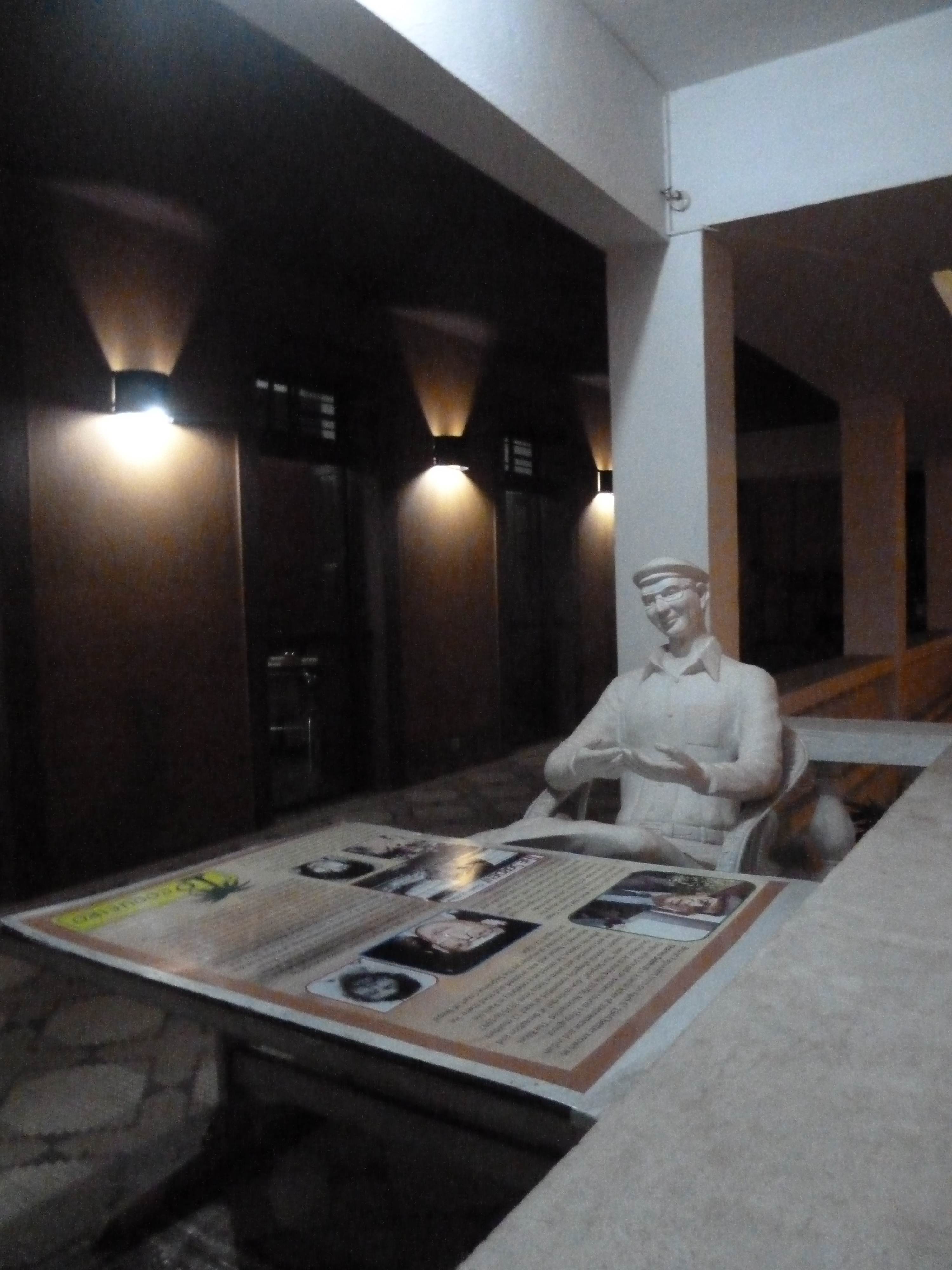
Posąg przedstawiający Sobhraja w restauracji O'Coqueiro, w Porvorim.

Uciekając, Charles Sobhraj podawał się za sprzedawcę kamieni szlachetnych. Poznał młodego Hindusa Ajaya Chowdhury'ego, który stał się jego wspólnikiem w przestępczej działalności. Podczas pobytu w Indiach Sobhraj poznał także Marie-Andrée Leclerc z Quebecu, która została jego partnerką życiową. W 1975 roku Sobhraj i Chowdhury popełnili swoje pierwsze morderstwa. Pierwszą ofiarą była turystka z Seattle, Therese Knowlton, która została znaleziona utopiona w Zatoce Tajlandzkiej. Tak jak inne ofiary została otruta mieszaniną temazepamu i heroiny. Kolejnych morderstw dopuszczał się podczas pobytu w Tajlandii i Nepalu.
W maju 1976 roku Interpol wydał międzynarodowy nakaz aresztowania Sobhraja, oskarżając go o cztery morderstwa w Tajlandii, co było możliwe dzięki prywatnemu śledztwu prowadzonemu przez holenderskiego dyplomatę Hermana Knippenberga i jego żonę Angelę Kane. W lipcu 1976 roku Sobhraj i jego wspólnicy zostali aresztowani po nieudanej próbie otrucia grupy amerykańskich studentów. Indyjski sąd skazał go na 12 lat więzienia. W marcu 1986 uciekł z więzienia, został jednak złapany w restauracji w Goa. Jego wyrok został przedłużony o dziesięć lat. 17 lutego 1997 wyszedł na wolność i powrócił do Francji. Marie-Andrée Leclerc po odwołaniu od wyroku została zwolniona z więzienia. Zmarła w Kanadzie na raka jajnika w 1984 toku.
W 2003 Sobhraj zdecydował się powrócić do Nepalu, mimo iż był poszukiwany w tym kraju listem gończym. 1 września 2003 został zidentyfikowany przez dziennikarza The Himalayan Times podczas gry w kasynie w Katmandu. 20 sierpnia 2004 został skazany przez Sąd Okręgowy w Katmandu na karę dożywotniego więzienia za zabójstwo Connie Jo Bronzich w 1975. Kilkukrotnie składane odwołania od wyroku zostały przez nepalski wymiar sprawiedliwości odrzucone.
W 2008 roku Sobhraj ogłosił zaręczyny z nepalską piosenkarką Nihitą Biswas, młodszą od niego o 44 lata. W 2010 roku zawarł z nią związek małżeński. 
W grudniu 2022 Sąd Najwyższy Nepalu nakazał zwolnienie Sobhraja z więzienia, po odbyciu 19 lat kary ze względu na podeszły wiek i stan zdrowia. Nakazano mu opuścić kraj w ciągu 15 dni. 23 grudnia 2022 Sobhraj opuścił więzienie i został deportowany do Francji. Otrzymał zakaz wjazdu do Nepalu na co najmniej 10 lat.
Uważa się, że Sobhraj zamordował co najmniej 20 turystów w Azji Południowej i Południowo-Wschodniej, w tym 14 w Tajlandii. Głównym celem jego działań było głównie pozyskanie paszportów ofiar oraz korzyści finansowe. Pozyskane paszporty pozwalały Sobhrajowi na swobodne przemieszczanie się oraz ucieczkę przed policją.
W 2021 roku Netflix zrealizował serial Serpent („Wąż”), który jest oparty na historii jego przestępstw.